# Mason, Michigan
Mason är administrativ huvudort i Ingham County i den amerikanska delstaten Michigan. Orten har fått sitt namn efter politikern Stevens T. Mason som var Michigans guvernör 1837–1840. Enligt 2010 års folkräkning hade Mason 8 252 invånare.